# لييج-باستون-لييج للسيدات 2021
لييج-باستون-لييج للسيدات 2021 (بالفرنسية: Liège-Bastogne-Liège féminin 2021)‏ هو سباق دراجات هوائية من فئة سباق يوم واحد، وهو الموسم رقم 5 من لييج-باستون-لييج للسيدات، وأقيم في 25 أبريل 2021، وامتدّ لمسافة 140.9 كيلومتر، وهو أحد سباقات طواف العالم للدراجات للسيدات 2021، وشارك فيه 127 متسابقاً ووصل إلى نهايته 83 متسابقاً.
فاز بالمركز الأول ديمي فوليرينغ، وبالمركز الثاني أنيميك فان فليوتن، وبالمركز الثالث إليسا ونغو بورغيني.

## الفرق
| فرق سيدات عالمية (9)- ألي بي تي سي ليوبليانا 2021 ‏ - كانيون إس آر إيه إم راسينغ 2021 ‏ - FDJ–Suez ‏ - ليف ريسينغ 2021 ‏ - موفيستار للسيدات 2021 ‏ - Liv AlUla Jayco ‏ - فريق سنويب للسيدات 2021 ‏ - إس دي وركس 2021 ‏ - Lidl–Trek (women's team) ‏ فرق دراجات قارية سيدات (15)- Andy Schleck–CP NVST–Immo Losch ‏ - اركيا للسيدات 2021 ‏ - أيه آر مونكس برو سيكلينج للسيدات 2021 ‏ - بيبينك 2021 ‏ - بنجوال شوفالمير 2021 ‏ - Ceratizit Pro Cycling ‏ - فريق كوجياس ميتلر لوك برو للدراجات 2021 ‏ - دولتشيني فان إيك بروكسيموس 2021 ‏ - دروبز-لي كول 2021 ‏ - جامبو فيسما للسيدات 2021 ‏ - لوتو سودال للسيدات 2021 ‏ - باركهوتل فالكنبورغ 2021 ‏ - رالي 2021 ‏ - EF Education–Tibco–SVB ‏ - فالكار سيلانس 2021 ‏ |  |
| |  |

## المشاركون
| إس دي وركس ‏ SDW | إس دي وركس ‏ SDW             | إس دي وركس ‏ SDW |
| --------------- | --------------------------- | --------------- |
| م               | عداء                        | مرتبة           |
| 1               | أنا فان دير بريغين (طريق)   | 5               |
| 2               | إيلينا سيتشيني              | 76              |
| 3               | Niamh Fisher-Black ‏         | 17              |
| 4               | آشلي مولمان                 | 7               |
| 5               | Chantal van den Broek-Blaak | 29              |
| 6               | ديمي فوليرينغ               | 1               |

| Lidl–Trek (women's team) ‏ TFS | Lidl–Trek (women's team) ‏ TFS | Lidl–Trek (women's team) ‏ TFS |
| ----------------------------- | ----------------------------- | ----------------------------- |
| م                             | عداء                          | مرتبة                         |
| 11                            | إليسا ونغو بورغيني (طريق)     | 3                             |
| 12                            | لوسيندا براند                 | 9                             |
| 13                            | Lauretta Hanson ‏              | لم يكمل السباق                |
| 14                            | شيرين فان أنروي               | 48                            |
| 15                            | تايلر وايلز                   | 27                            |
| 16                            | روث ويندر                     | لم يبدأ                       |

| Liv AlUla Jayco ‏ BEX | Liv AlUla Jayco ‏ BEX | Liv AlUla Jayco ‏ BEX |
| -------------------- | -------------------- | -------------------- |
| م                    | عداء                 | مرتبة                |
| 21                   | أماندا سبرات         | 10                   |
| 22                   | يانيكي إنسينغ        | 22                   |
| 23                   | لوسي كينيدي          | لم يكمل السباق       |
| 24                   | أني سانستيبان        | 18                   |
| 25                   | Moniek Tenniglo ‏     | 70                   |
| 26                   | جورجيا وليامز (طريق) | 68                   |

| جامبو فيسما للسيدات ‏ TJV | جامبو فيسما للسيدات ‏ TJV | جامبو فيسما للسيدات ‏ TJV |
| ------------------------ | ------------------------ | ------------------------ |
| م                        | عداء                     | مرتبة                    |
| 31                       | ماريان فوس               | 6                        |
| 32                       | Teuntje Beekhuis ‏        | 41                       |
| 33                       | آنا هندرسون              | 28                       |
| 34                       | أنوسكا كوستر             | 38                       |
| 35                       | ريجان ماركوس             | 12                       |
| 36                       | Julie Van de Velde ‏      | 59                       |

| كانيون–إس آر إيه إم ‏ CSR | كانيون–إس آر إيه إم ‏ CSR | كانيون–إس آر إيه إم ‏ CSR |
| ------------------------ | ------------------------ | ------------------------ |
| م                        | عداء                     | مرتبة                    |
| 41                       | كاتارزينا نيفيادوما      | 4                        |
| 42                       | ألينا أمياليوسيك         | 35                       |
| 43                       | هانا بارنز               | 55                       |
| 44                       | Elise Chabbey ‏ (طريق)    | 13                       |
| 45                       | تيفاني كرومويل           | 39                       |
| 46                       | Mikayla Harvey ‏          | 43                       |

| يو أي أيه تيم ‏ ALE | يو أي أيه تيم ‏ ALE              | يو أي أيه تيم ‏ ALE |
| ------------------ | ------------------------------- | ------------------ |
| م                  | عداء                            | مرتبة              |
| 51                 | مارغريتا فيكتوريا غارسيا (طريق) | 19                 |
| 52                 | Anastasia Chursina              | 46                 |
| 53                 | تاتيانا جوديرزو                 | 42                 |
| 54                 | Alessia Patuelli ‏               | 64                 |
| 55                 | مارلين رويسر                    | 45                 |
| 56                 | صوفي رايت                       | لم يكمل السباق     |

| Andy Schleck–CP NVST–Immo Losch ‏ ASC | Andy Schleck–CP NVST–Immo Losch ‏ ASC | Andy Schleck–CP NVST–Immo Losch ‏ ASC |
| ------------------------------------ | ------------------------------------ | ------------------------------------ |
| م                                    | عداء                                 | مرتبة                                |
| 61                                   | Mie Bjørndal Ottestad ‏ (طريق)        | لم يكمل السباق                       |
| 62                                   | Claire Faber ‏                        | لم يكمل السباق                       |
| 63                                   | Mae Lang ‏                            | 58                                   |
| 64                                   | Léna Mettraux ‏                       | لم يكمل السباق                       |
| 65                                   | Carolin Schiff ‏                      | 65                                   |
| 66                                   | ساندرا فايس‏                          | لم يكمل السباق                       |

| موفيستار للسيدات ‏ MOV | موفيستار للسيدات ‏ MOV    | موفيستار للسيدات ‏ MOV |
| --------------------- | ------------------------ | --------------------- |
| م                     | عداء                     | مرتبة                 |
| 71                    | أنيميك فان فليوتن (طريق) | 2                     |
| 72                    | Katrine Aalerud ‏         | 21                    |
| 73                    | سارا مارتين              | 47                    |
| 74                    | Paula Patiño ‏            | 69                    |
| 75                    | غلوريا رودريغيز          | لم يكمل السباق        |
| 76                    | ليا توماس                | 20                    |

| ليف ريسينغ ‏ LIV | ليف ريسينغ ‏ LIV       | ليف ريسينغ ‏ LIV |
| --------------- | --------------------- | --------------- |
| م               | عداء                  | مرتبة           |
| 81              | ثريا بالادين          | 11              |
| 82              | Valerie Demey ‏        | 51              |
| 83              | Marta Jaskulska ‏      | 73              |
| 84              | Jeanne Korevaar ‏      | 54              |
| 85              | Pauliena Rooijakkers ‏ | 75              |
| 86              | Sabrina Stultiens ‏    | 52              |

| FDJ–Suez ‏ FDJ | FDJ–Suez ‏ FDJ       | FDJ–Suez ‏ FDJ  |
| ------------- | ------------------- | -------------- |
| م             | عداء                | مرتبة          |
| 91            | سيسيلي أوتوب لودفيغ | 8              |
| 92            | Stine Borgli ‏       | لم يكمل السباق |
| 93            | مارتا كافالي        | 14             |
| 94            | برودي شابمان        | 25             |
| 95            | أوجيني دوفال        | 79             |
| 96            | Évita Muzic ‏        | 23             |

| EF Education–Tibco–SVB ‏ TIB | EF Education–Tibco–SVB ‏ TIB | EF Education–Tibco–SVB ‏ TIB |
| --------------------------- | --------------------------- | --------------------------- |
| م                           | عداء                        | مرتبة                       |
| 101                         | كريستين فولكنر              | 24                          |
| 102                         | Tanja Erath ‏                | لم يكمل السباق              |
| 103                         | نينا كيسلر                  | لم يكمل السباق              |
| 104                         | Emily Newsom ‏               | 49                          |
| 105                         | لورين ستيفنز                | لم يكمل السباق              |
| 106                         | Eri Yonamine ‏               | 81                          |

| Ceratizit Pro Cycling ‏ WNT | Ceratizit Pro Cycling ‏ WNT | Ceratizit Pro Cycling ‏ WNT |
| -------------------------- | -------------------------- | -------------------------- |
| م                          | عداء                       | مرتبة                      |
| 111                        | إيريكا ماجندي              | 16                         |
| 112                        | Laura Asencio ‏             | لم يكمل السباق             |
| 113                        | Kathrin Hammes ‏            | لم يكمل السباق             |
| 114                        | Marta Lach ‏ (طريق)         | 31                         |
| 115                        | Lea Lin Teutenberg ‏        | لم يكمل السباق             |
| 116                        | Lara Vieceli ‏              | 50                         |

| لوتو بيليسول للسيدات ‏ LSL | لوتو بيليسول للسيدات ‏ LSL | لوتو بيليسول للسيدات ‏ LSL |
| ------------------------- | ------------------------- | ------------------------- |
| م                         | عداء                      | مرتبة                     |
| 121                       | حنا نيلسون                | 63                        |
| 122                       | Danique Braam ‏            | لم يكمل السباق            |
| 123                       | Lone Meertens ‏            | 57                        |
| 124                       | Jesse Vandenbulcke ‏       | لم يكمل السباق            |
| 125                       | Elise vander Sande‏        | لم يكمل السباق            |

| فالكار سيلانس ‏ VAL | فالكار سيلانس ‏ VAL     | فالكار سيلانس ‏ VAL |
| ------------------ | ---------------------- | ------------------ |
| م                  | عداء                   | مرتبة              |
| 131                | Alice Maria Arzuffi ‏   | 74                 |
| 132                | Eleonora Gasparrini ‏   | 71                 |
| 133                | Silvia Magri ‏          | 72                 |
| 134                | Barbara Malcotti ‏      | 26                 |
| 135                | Federica Piergiovanni ‏ | 40                 |
| 136                | Silvia Pollicini ‏      | لم يكمل السباق     |

| أيه آر مونكس برو سيكلينج للسيدات ‏ ASA | أيه آر مونكس برو سيكلينج للسيدات ‏ ASA | أيه آر مونكس برو سيكلينج للسيدات ‏ ASA |
| ------------------------------------- | ------------------------------------- | ------------------------------------- |
| م                                     | عداء                                  | مرتبة                                 |
| 141                                   | Maria Novolodskaya ‏                   | 15                                    |
| 142                                   | إيدر ميرينو كورتازار                  | 30                                    |
| 143                                   | Mariia Miliaeva ‏                      | لم يكمل السباق                        |
| 144                                   | Katia Ragusa ‏                         | لم يكمل السباق                        |
| 145                                   | Lizbeth Salazar ‏                      | 56                                    |
| 146                                   | أرلينيس سيرا                          | 37                                    |

| دروبز ‏ DRP | دروبز ‏ DRP      | دروبز ‏ DRP     |
| ---------- | --------------- | -------------- |
| م          | عداء            | مرتبة          |
| 151        | Joss Lowden ‏    | 32             |
| 152        | آنا كريستيان ‏   | 67             |
| 153        | Dani Christmas ‏ | 82             |
| 154        | Sara Penton ‏    | لم يكمل السباق |
| 155        | April Tacey ‏    | لم يكمل السباق |
| 156        | Alice Towers ‏   | 60             |

| اركيا للسيدات ‏ ARK | اركيا للسيدات ‏ ARK  | اركيا للسيدات ‏ ARK |
| ------------------ | ------------------- | ------------------ |
| م                  | عداء                | مرتبة              |
| 161                | Sandra Levenez ‏     | 34                 |
| 162                | بولين ألين          | 78                 |
| 163                | شارلوت بيكر         | لم يكمل السباق     |
| 164                | Amandine Fouquenet ‏ | 77                 |
| 165                | Cédrine Kerbaol ‏    | 61                 |
| 166                | Greta Richioud ‏     | لم يكمل السباق     |

| فريق كوجياس ميتلر لوك برو للدراجات ‏ CGS | فريق كوجياس ميتلر لوك برو للدراجات ‏ CGS | فريق كوجياس ميتلر لوك برو للدراجات ‏ CGS |
| --------------------------------------- | --------------------------------------- | --------------------------------------- |
| م                                       | عداء                                    | مرتبة                                   |
| 171                                     | أولغا زابيلينسكايا                      | 33                                      |
| 172                                     | Hannah Buch ‏                            | لم يكمل السباق                          |
| 173                                     | Iuliia Galimullina ‏                     | لم يكمل السباق                          |
| 174                                     | Aigul Gareeva ‏                          | لم يكمل السباق                          |
| 175                                     | Petra Stiasny ‏                          | لم يكمل السباق                          |

| بنجوال شوفالمير ‏ CCT | بنجوال شوفالمير ‏ CCT | بنجوال شوفالمير ‏ CCT |
| -------------------- | -------------------- | -------------------- |
| م                    | عداء                 | مرتبة                |
| 181                  | ثاليتا دي جونج       | 36                   |
| 182                  | Lenny Druyts ‏        | لم يكمل السباق       |
| 183                  | Justine Ghekiere ‏    | لم يكمل السباق       |
| 184                  | كيلي فان دن ستين     | لم يكمل السباق       |

| دولتشيني فان إيك بروكسيموس ‏ DVE | دولتشيني فان إيك بروكسيموس ‏ DVE | دولتشيني فان إيك بروكسيموس ‏ DVE |
| ------------------------------- | ------------------------------- | ------------------------------- |
| م                               | عداء                            | مرتبة                           |
| 191                             | Mieke Docx ‏                     | لم يكمل السباق                  |
| 192                             | Amber Aernouts‏                  | 83                              |
| 193                             | Olha Kulynych ‏                  | 62                              |
| 194                             | Barbara Sniezynska‏              | لم يكمل السباق                  |
| 195                             | Nicole Steigenga ‏               | 80                              |
| 196                             | Fien van Eynde ‏                 | لم يكمل السباق                  |

| رالي سايكلنج ‏ RLW | رالي سايكلنج ‏ RLW    | رالي سايكلنج ‏ RLW |
| ----------------- | -------------------- | ----------------- |
| م                 | عداء                 | مرتبة             |
| 201               | كريستابل دوبيل هيكوك | 66                |
| 202               | هولي بريك            | لم يكمل السباق    |
| 203               | هايدي فرانز          | لم يكمل السباق    |
| 204               | Leigh Ann Ganzar ‏    | لم يكمل السباق    |
| 205               | كلارا كوبينبرج       | 44                |
| 206               | Sara Poidevin ‏       | لم يكمل السباق    |

| بيبينك ‏ BPK | بيبينك ‏ BPK       | بيبينك ‏ BPK    |
| ----------- | ----------------- | -------------- |
| م           | عداء              | مرتبة          |
| 211         | Camilla Alessio ‏  | 53             |
| 212         | Vania Canvelli ‏   | لم يكمل السباق |
| 213         | ميشيلا دراموند    | لم يكمل السباق |
| 214         | Markéta Hájková ‏  | لم يكمل السباق |
| 215         | Nadia Quagliotto ‏ | لم يكمل السباق |
| 216         | Silvia Zanardi ‏   | لم يكمل السباق |

| إس دي وركس ‏ SDW | إس دي وركس ‏ SDW             | إس دي وركس ‏ SDW |
| --------------- | --------------------------- | --------------- |
| م               | عداء                        | مرتبة           |
| 1               | أنا فان دير بريغين (طريق)   | 5               |
| 2               | إيلينا سيتشيني              | 76              |
| 3               | Niamh Fisher-Black ‏         | 17              |
| 4               | آشلي مولمان                 | 7               |
| 5               | Chantal van den Broek-Blaak | 29              |
| 6               | ديمي فوليرينغ               | 1               |

| Lidl–Trek (women's team) ‏ TFS | Lidl–Trek (women's team) ‏ TFS | Lidl–Trek (women's team) ‏ TFS |
| ----------------------------- | ----------------------------- | ----------------------------- |
| م                             | عداء                          | مرتبة                         |
| 11                            | إليسا ونغو بورغيني (طريق)     | 3                             |
| 12                            | لوسيندا براند                 | 9                             |
| 13                            | Lauretta Hanson ‏              | لم يكمل السباق                |
| 14                            | شيرين فان أنروي               | 48                            |
| 15                            | تايلر وايلز                   | 27                            |
| 16                            | روث ويندر                     | لم يبدأ                       |

| Liv AlUla Jayco ‏ BEX | Liv AlUla Jayco ‏ BEX | Liv AlUla Jayco ‏ BEX |
| -------------------- | -------------------- | -------------------- |
| م                    | عداء                 | مرتبة                |
| 21                   | أماندا سبرات         | 10                   |
| 22                   | يانيكي إنسينغ        | 22                   |
| 23                   | لوسي كينيدي          | لم يكمل السباق       |
| 24                   | أني سانستيبان        | 18                   |
| 25                   | Moniek Tenniglo ‏     | 70                   |
| 26                   | جورجيا وليامز (طريق) | 68                   |

| جامبو فيسما للسيدات ‏ TJV | جامبو فيسما للسيدات ‏ TJV | جامبو فيسما للسيدات ‏ TJV |
| ------------------------ | ------------------------ | ------------------------ |
| م                        | عداء                     | مرتبة                    |
| 31                       | ماريان فوس               | 6                        |
| 32                       | Teuntje Beekhuis ‏        | 41                       |
| 33                       | آنا هندرسون              | 28                       |
| 34                       | أنوسكا كوستر             | 38                       |
| 35                       | ريجان ماركوس             | 12                       |
| 36                       | Julie Van de Velde ‏      | 59                       |

| كانيون–إس آر إيه إم ‏ CSR | كانيون–إس آر إيه إم ‏ CSR | كانيون–إس آر إيه إم ‏ CSR |
| ------------------------ | ------------------------ | ------------------------ |
| م                        | عداء                     | مرتبة                    |
| 41                       | كاتارزينا نيفيادوما      | 4                        |
| 42                       | ألينا أمياليوسيك         | 35                       |
| 43                       | هانا بارنز               | 55                       |
| 44                       | Elise Chabbey ‏ (طريق)    | 13                       |
| 45                       | تيفاني كرومويل           | 39                       |
| 46                       | Mikayla Harvey ‏          | 43                       |

| يو أي أيه تيم ‏ ALE | يو أي أيه تيم ‏ ALE              | يو أي أيه تيم ‏ ALE |
| ------------------ | ------------------------------- | ------------------ |
| م                  | عداء                            | مرتبة              |
| 51                 | مارغريتا فيكتوريا غارسيا (طريق) | 19                 |
| 52                 | Anastasia Chursina              | 46                 |
| 53                 | تاتيانا جوديرزو                 | 42                 |
| 54                 | Alessia Patuelli ‏               | 64                 |
| 55                 | مارلين رويسر                    | 45                 |
| 56                 | صوفي رايت                       | لم يكمل السباق     |

| Andy Schleck–CP NVST–Immo Losch ‏ ASC | Andy Schleck–CP NVST–Immo Losch ‏ ASC | Andy Schleck–CP NVST–Immo Losch ‏ ASC |
| ------------------------------------ | ------------------------------------ | ------------------------------------ |
| م                                    | عداء                                 | مرتبة                                |
| 61                                   | Mie Bjørndal Ottestad ‏ (طريق)        | لم يكمل السباق                       |
| 62                                   | Claire Faber ‏                        | لم يكمل السباق                       |
| 63                                   | Mae Lang ‏                            | 58                                   |
| 64                                   | Léna Mettraux ‏                       | لم يكمل السباق                       |
| 65                                   | Carolin Schiff ‏                      | 65                                   |
| 66                                   | ساندرا فايس‏                          | لم يكمل السباق                       |

| موفيستار للسيدات ‏ MOV | موفيستار للسيدات ‏ MOV    | موفيستار للسيدات ‏ MOV |
| --------------------- | ------------------------ | --------------------- |
| م                     | عداء                     | مرتبة                 |
| 71                    | أنيميك فان فليوتن (طريق) | 2                     |
| 72                    | Katrine Aalerud ‏         | 21                    |
| 73                    | سارا مارتين              | 47                    |
| 74                    | Paula Patiño ‏            | 69                    |
| 75                    | غلوريا رودريغيز          | لم يكمل السباق        |
| 76                    | ليا توماس                | 20                    |

| ليف ريسينغ ‏ LIV | ليف ريسينغ ‏ LIV       | ليف ريسينغ ‏ LIV |
| --------------- | --------------------- | --------------- |
| م               | عداء                  | مرتبة           |
| 81              | ثريا بالادين          | 11              |
| 82              | Valerie Demey ‏        | 51              |
| 83              | Marta Jaskulska ‏      | 73              |
| 84              | Jeanne Korevaar ‏      | 54              |
| 85              | Pauliena Rooijakkers ‏ | 75              |
| 86              | Sabrina Stultiens ‏    | 52              |

| FDJ–Suez ‏ FDJ | FDJ–Suez ‏ FDJ       | FDJ–Suez ‏ FDJ  |
| ------------- | ------------------- | -------------- |
| م             | عداء                | مرتبة          |
| 91            | سيسيلي أوتوب لودفيغ | 8              |
| 92            | Stine Borgli ‏       | لم يكمل السباق |
| 93            | مارتا كافالي        | 14             |
| 94            | برودي شابمان        | 25             |
| 95            | أوجيني دوفال        | 79             |
| 96            | Évita Muzic ‏        | 23             |

| EF Education–Tibco–SVB ‏ TIB | EF Education–Tibco–SVB ‏ TIB | EF Education–Tibco–SVB ‏ TIB |
| --------------------------- | --------------------------- | --------------------------- |
| م                           | عداء                        | مرتبة                       |
| 101                         | كريستين فولكنر              | 24                          |
| 102                         | Tanja Erath ‏                | لم يكمل السباق              |
| 103                         | نينا كيسلر                  | لم يكمل السباق              |
| 104                         | Emily Newsom ‏               | 49                          |
| 105                         | لورين ستيفنز                | لم يكمل السباق              |
| 106                         | Eri Yonamine ‏               | 81                          |

| Ceratizit Pro Cycling ‏ WNT | Ceratizit Pro Cycling ‏ WNT | Ceratizit Pro Cycling ‏ WNT |
| -------------------------- | -------------------------- | -------------------------- |
| م                          | عداء                       | مرتبة                      |
| 111                        | إيريكا ماجندي              | 16                         |
| 112                        | Laura Asencio ‏             | لم يكمل السباق             |
| 113                        | Kathrin Hammes ‏            | لم يكمل السباق             |
| 114                        | Marta Lach ‏ (طريق)         | 31                         |
| 115                        | Lea Lin Teutenberg ‏        | لم يكمل السباق             |
| 116                        | Lara Vieceli ‏              | 50                         |

| لوتو بيليسول للسيدات ‏ LSL | لوتو بيليسول للسيدات ‏ LSL | لوتو بيليسول للسيدات ‏ LSL |
| ------------------------- | ------------------------- | ------------------------- |
| م                         | عداء                      | مرتبة                     |
| 121                       | حنا نيلسون                | 63                        |
| 122                       | Danique Braam ‏            | لم يكمل السباق            |
| 123                       | Lone Meertens ‏            | 57                        |
| 124                       | Jesse Vandenbulcke ‏       | لم يكمل السباق            |
| 125                       | Elise vander Sande‏        | لم يكمل السباق            |

| فالكار سيلانس ‏ VAL | فالكار سيلانس ‏ VAL     | فالكار سيلانس ‏ VAL |
| ------------------ | ---------------------- | ------------------ |
| م                  | عداء                   | مرتبة              |
| 131                | Alice Maria Arzuffi ‏   | 74                 |
| 132                | Eleonora Gasparrini ‏   | 71                 |
| 133                | Silvia Magri ‏          | 72                 |
| 134                | Barbara Malcotti ‏      | 26                 |
| 135                | Federica Piergiovanni ‏ | 40                 |
| 136                | Silvia Pollicini ‏      | لم يكمل السباق     |

| أيه آر مونكس برو سيكلينج للسيدات ‏ ASA | أيه آر مونكس برو سيكلينج للسيدات ‏ ASA | أيه آر مونكس برو سيكلينج للسيدات ‏ ASA |
| ------------------------------------- | ------------------------------------- | ------------------------------------- |
| م                                     | عداء                                  | مرتبة                                 |
| 141                                   | Maria Novolodskaya ‏                   | 15                                    |
| 142                                   | إيدر ميرينو كورتازار                  | 30                                    |
| 143                                   | Mariia Miliaeva ‏                      | لم يكمل السباق                        |
| 144                                   | Katia Ragusa ‏                         | لم يكمل السباق                        |
| 145                                   | Lizbeth Salazar ‏                      | 56                                    |
| 146                                   | أرلينيس سيرا                          | 37                                    |

| دروبز ‏ DRP | دروبز ‏ DRP      | دروبز ‏ DRP     |
| ---------- | --------------- | -------------- |
| م          | عداء            | مرتبة          |
| 151        | Joss Lowden ‏    | 32             |
| 152        | آنا كريستيان ‏   | 67             |
| 153        | Dani Christmas ‏ | 82             |
| 154        | Sara Penton ‏    | لم يكمل السباق |
| 155        | April Tacey ‏    | لم يكمل السباق |
| 156        | Alice Towers ‏   | 60             |

| اركيا للسيدات ‏ ARK | اركيا للسيدات ‏ ARK  | اركيا للسيدات ‏ ARK |
| ------------------ | ------------------- | ------------------ |
| م                  | عداء                | مرتبة              |
| 161                | Sandra Levenez ‏     | 34                 |
| 162                | بولين ألين          | 78                 |
| 163                | شارلوت بيكر         | لم يكمل السباق     |
| 164                | Amandine Fouquenet ‏ | 77                 |
| 165                | Cédrine Kerbaol ‏    | 61                 |
| 166                | Greta Richioud ‏     | لم يكمل السباق     |

| فريق كوجياس ميتلر لوك برو للدراجات ‏ CGS | فريق كوجياس ميتلر لوك برو للدراجات ‏ CGS | فريق كوجياس ميتلر لوك برو للدراجات ‏ CGS |
| --------------------------------------- | --------------------------------------- | --------------------------------------- |
| م                                       | عداء                                    | مرتبة                                   |
| 171                                     | أولغا زابيلينسكايا                      | 33                                      |
| 172                                     | Hannah Buch ‏                            | لم يكمل السباق                          |
| 173                                     | Iuliia Galimullina ‏                     | لم يكمل السباق                          |
| 174                                     | Aigul Gareeva ‏                          | لم يكمل السباق                          |
| 175                                     | Petra Stiasny ‏                          | لم يكمل السباق                          |

| بنجوال شوفالمير ‏ CCT | بنجوال شوفالمير ‏ CCT | بنجوال شوفالمير ‏ CCT |
| -------------------- | -------------------- | -------------------- |
| م                    | عداء                 | مرتبة                |
| 181                  | ثاليتا دي جونج       | 36                   |
| 182                  | Lenny Druyts ‏        | لم يكمل السباق       |
| 183                  | Justine Ghekiere ‏    | لم يكمل السباق       |
| 184                  | كيلي فان دن ستين     | لم يكمل السباق       |

| دولتشيني فان إيك بروكسيموس ‏ DVE | دولتشيني فان إيك بروكسيموس ‏ DVE | دولتشيني فان إيك بروكسيموس ‏ DVE |
| ------------------------------- | ------------------------------- | ------------------------------- |
| م                               | عداء                            | مرتبة                           |
| 191                             | Mieke Docx ‏                     | لم يكمل السباق                  |
| 192                             | Amber Aernouts‏                  | 83                              |
| 193                             | Olha Kulynych ‏                  | 62                              |
| 194                             | Barbara Sniezynska‏              | لم يكمل السباق                  |
| 195                             | Nicole Steigenga ‏               | 80                              |
| 196                             | Fien van Eynde ‏                 | لم يكمل السباق                  |

| رالي سايكلنج ‏ RLW | رالي سايكلنج ‏ RLW    | رالي سايكلنج ‏ RLW |
| ----------------- | -------------------- | ----------------- |
| م                 | عداء                 | مرتبة             |
| 201               | كريستابل دوبيل هيكوك | 66                |
| 202               | هولي بريك            | لم يكمل السباق    |
| 203               | هايدي فرانز          | لم يكمل السباق    |
| 204               | Leigh Ann Ganzar ‏    | لم يكمل السباق    |
| 205               | كلارا كوبينبرج       | 44                |
| 206               | Sara Poidevin ‏       | لم يكمل السباق    |

| بيبينك ‏ BPK | بيبينك ‏ BPK       | بيبينك ‏ BPK    |
| ----------- | ----------------- | -------------- |
| م           | عداء              | مرتبة          |
| 211         | Camilla Alessio ‏  | 53             |
| 212         | Vania Canvelli ‏   | لم يكمل السباق |
| 213         | ميشيلا دراموند    | لم يكمل السباق |
| 214         | Markéta Hájková ‏  | لم يكمل السباق |
| 215         | Nadia Quagliotto ‏ | لم يكمل السباق |
| 216         | Silvia Zanardi ‏   | لم يكمل السباق |

## التصنيف العام النهائي
| التصنيف العام                          | التصنيف العام            | التصنيف العام    | التصنيف العام                      | التصنيف العام     |
| العداء                                 | العداء                   | البلد            | الفريق                             | الوقت             |
| -------------------------------------- | ------------------------ | ---------------- | ---------------------------------- | ----------------- |
| 1                                      | ديمي فوليرينغ            | هولندا           | SD Worx                            | 3 س 54 دقيقة 31 ث |
| 2                                      | أنيميك فان فليوتن        | هولندا           | Movistar Women                     | + 0 ث             |
| 3                                      | إليسا ونغو بورغيني       | إيطاليا          | Trek-Segafredo                     | + 0 ث             |
| 4                                      | Katarzyna Niewiadoma     | بولندا           | Canyon-SRAM Racing                 | + 0 ث             |
| 5                                      | أنا فان دير بريغين       | هولندا           | SD Worx                            | + 2 ث             |
| 6                                      | ماريان فوس               | هولندا           | Jumbo-Visma                        | + 1 دقيقة 27 ث    |
| 7                                      | آشلي مولمان              | جنوب أفريقيا     | SD Worx                            | + 1 دقيقة 27 ث    |
| 8                                      | سيسيلي أوتوب لودفيغ      | الدنمارك         | FDJ-Nouvelle Aquitaine-Futuroscope | + 1 دقيقة 27 ث    |
| 9                                      | لوسيندا براند            | هولندا           | Trek-Segafredo                     | + 1 دقيقة 59 ث    |
| 10                                     | أماندا سبرات             | أستراليا         | Team BikeExchange                  | + 1 دقيقة 59 ث    |
| 11                                     | ثريا بالادين             | إيطاليا          | Liv Racing                         | + 1 دقيقة 59 ث    |
| 12                                     | ريجان ماركوس             | هولندا           | Jumbo-Visma                        | + 1 دقيقة 59 ث    |
| 13                                     | Elise Chabbey ‏           | سويسرا           | Canyon-SRAM Racing                 | + 1 دقيقة 59 ث    |
| 14                                     | مارتا كافالي             | إيطاليا          | FDJ-Nouvelle Aquitaine-Futuroscope | + 1 دقيقة 59 ث    |
| 15                                     | Maria Novolodskaya ‏      | روسيا            | A.R. Monex Women's                 | + 1 دقيقة 59 ث    |
| 16                                     | إيريكا ماجندي            | إيطاليا          | Ceratizit-WNT                      | + 1 دقيقة 59 ث    |
| 17                                     | Niamh Fisher-Black ‏      | نيوزيلندا        | SD Worx                            | + 1 دقيقة 59 ث    |
| 18                                     | أني سانستيبان            | إسبانيا          | Team BikeExchange                  | + 1 دقيقة 59 ث    |
| 19                                     | مارغريتا فيكتوريا غارسيا | إسبانيا          | Alé BTC Ljubljana                  | + 1 دقيقة 59 ث    |
| 20                                     | ليا توماس                | الولايات المتحدة | Movistar Women                     | + 1 دقيقة 59 ث    |
| مصدر: ProCyclingStats Cycling Quotient |                          |                  |                                    |                   |

### تصنيف النقاط
| تصنيف النقاط                           | تصنيف النقاط         | تصنيف النقاط | تصنيف النقاط                       | تصنيف النقاط |
| العداء                                 | العداء               | البلد        | الفريق                             | النقاط       |
| -------------------------------------- | -------------------- | ------------ | ---------------------------------- | ------------ |
| 1                                      | إليسا ونغو بورغيني   | إيطاليا      | Trek-Segafredo                     | 1568 نقطة    |
| 2                                      | ماريان فوس           | هولندا       | Jumbo-Visma                        | 1484 نقطة    |
| 3                                      | أنيميك فان فليوتن    | هولندا       | Movistar Women                     | 1420 نقطة    |
| 4                                      | ديمي فوليرينغ        | هولندا       | SD Worx                            | 1108 نقطة    |
| 5                                      | أنا فان دير بريغين   | هولندا       | SD Worx                            | 940 نقطة     |
| 6                                      | Katarzyna Niewiadoma | بولندا       | Canyon-SRAM Racing                 | 940 نقطة     |
| 7                                      | سيسيلي أوتوب لودفيغ  | الدنمارك     | FDJ-Nouvelle Aquitaine-Futuroscope | 888 نقطة     |
| 8                                      | غريس براون           | أستراليا     | Team BikeExchange                  | 700 نقطة     |
| 9                                      | ليزا برينور          | ألمانيا      | Ceratizit-WNT                      | 604 نقطة     |
| 10                                     | لوت كوبيكي           | بلجيكا       | Liv Racing                         | 604 نقطة     |
| مصدر: ProCyclingStats Cycling Quotient |                      |              |                                    |              |

## تصنيف الفرق

### الفرق حسب النقاط
| ترتيب الفرق حسب النقاط                 | ترتيب الفرق حسب النقاط             | ترتيب الفرق حسب النقاط | ترتيب الفرق حسب النقاط |
| الفريق                                 | الفريق                             | البلد                  | النقاط                 |
| -------------------------------------- | ---------------------------------- | ---------------------- | ---------------------- |
| 1                                      | SD Worx                            | هولندا                 | 3496 نقطة              |
| 2                                      | Trek-Segafredo                     | الولايات المتحدة       | 2276 نقطة              |
| 3                                      | Movistar Women                     | إسبانيا                | 2224 نقطة              |
| 4                                      | Jumbo-Visma                        | هولندا                 | 1692 نقطة              |
| 5                                      | FDJ-Nouvelle Aquitaine-Futuroscope | فرنسا                  | 1540 نقطة              |
| 6                                      | Team BikeExchange                  | أستراليا               | 1392 نقطة              |
| 7                                      | Liv Racing                         | هولندا                 | 1364 نقطة              |
| 8                                      | Canyon-SRAM Racing                 | ألمانيا                | 1316 نقطة              |
| 9                                      | Ceratizit-WNT                      | ألمانيا                | 1036 نقطة              |
| 10                                     | Alé BTC Ljubljana                  | إيطاليا                | 968 نقطة               |
| مصدر: ProCyclingStats Cycling Quotient |                                    |                        |                        |

## تصانيف فرعية

### تصنيف أفضل شاب
| تصنيف أفضل شاب                         | تصنيف أفضل شاب      | تصنيف أفضل شاب | تصنيف أفضل شاب                     | تصنيف أفضل شاب |
| العداء                                 | العداء              | البلد          | الفريق                             | الوقت          |
| -------------------------------------- | ------------------- | -------------- | ---------------------------------- | -------------- |
| 1                                      | Maria Novolodskaya ‏ | روسيا          | A.R. Monex Women's                 |                |
| 2                                      | Emma Norsgaard      | الدنمارك       | Movistar Women                     |                |
| 3                                      | Évita Muzic ‏        | فرنسا          | FDJ-Nouvelle Aquitaine-Futuroscope |                |
| 4                                      | Niamh Fisher-Black ‏ | نيوزيلندا      | SD Worx                            |                |
| 5                                      | Mischa Bredewold ‏   | هولندا         | Parkhotel Valkenburg               |                |
| 6                                      | Sarah Gigante ‏      | أستراليا       | Tibco-Silicon Valley Bank          |                |
| 7                                      | Vittoria Guazzini ‏  | إيطاليا        | Valcar Travel & Service            |                |
| 8                                      | فرانشيسكا كوش ‏      | ألمانيا        | Team DSM                           |                |
| 9                                      | لورينا ويبيس        | هولندا         | Team DSM                           |                |
| 10                                     | Julia van Bokhoven ‏ | هولندا         | Parkhotel Valkenburg               |                |
| مصدر: ProCyclingStats Cycling Quotient |                     |                |                                    |                |

## وصلات خارجية
- الموقع الرسمي
- لمحة عن سباق لييج-باستون-لييج للسيدات 2021 على موقع  ProCyclingStats   (برو  سايكلنج  ستاتس) - إحصاءات  محترفي  الدراجات.
- لييج-باستون-لييج للسيدات 2021 على موقع إحصائيات الدراجات الإحترافية (الإنجليزية)